# La Folletière-Abenon
La Folletière-Abenon é uma comuna francesa na região administrativa da Normandia, no departamento Calvados. Estende-se por uma área de 10,38 km². Em 2010 a comuna tinha 134 habitantes (densidade: 12,9 hab./km²).